# Leslie Holdsworthy Allen
Leslie Holdsworthy Allen (ur. 21 czerwca 1879 w Maryborough, zm. 5 stycznia 1964 w Moruya, Nowa Południowa Walia) – poeta australijski.

## Życiorys
Wykształcenie zdobywał w Sydney oraz w Lipsku. Pracę doktorską napisał o poezji Percy′ego Bysshe Shelleya. Wykładał literaturę angielską i łacinę w Duntron i Canberze. Pracował także w urzędzie cenzurującym książki. W 1915 ożenił się z Nowozelandką Dorą Bavin. Miał z nią dwoje dzieci. Jedno z nich wcześnie zmarło. Dora zapadła na gruźlicę i zmarła w 1932.

## Ważniejsze utwory
Poeta wydał tomiki: 
- Gods and Wood-Things (1913)
- Phaedra: and Other Poems (1921)
- Araby: and Other Poems (1924)
- Patria (1941)

Do jego najpopularniejszych wierszy zalicza się utwór To Our Beloved Dead napisany w 1921 dla uczczenia poległych w I wojnie światowej.